# Magyarország kisvasútjainak listája
Magyarország kisvasútjainak listája

## Menetrend szerinti személyszállítást végző kisvasutak
Az Almamelléki, a Kemencei és a Felsőpetényi Kisvasút kivételével mindenhol 760 mm a nyomtávolság.
| Menetrendi szám | A vasút neve                          | Útvonal                                                                                             | Nyomtávolság                    | A hálózat hossza | Személyszállítás elindulása | Kisvasúti nap                             | Megjegyzés                                   |
| --------------- | ------------------------------------- | --------------------------------------------------------------------------------------------------- | ------------------------------- | ---------------- | --------------------------- | ----------------------------------------- | -------------------------------------------- |
| 308             | Almamelléki Állami Erdei Vasút        | Almamellék – Sasrét                                                                                 | 600 mm                          | 8,0 km           | 1962                        | április harmadik szombatja                | 2017-ben a teljes vonalat felújították.      |
| 39              | Balatonfenyvesi Gazdasági Vasút       | Balatonfenyves – Somogyszentpál                                                                     | 760 mm                          | 14 km            | 1956                        | szeptember első szombatja                 |                                              |
| 305             | Csömödéri Állami Erdei Vasút          | Csömödér – Kistolmács                                                                               | 760 mm                          | 109 km           | 1954                        | június negyedik szombatja                 |                                              |
|                 | Debreceni Vidámparki Kisvasút         | Vidámpark (csak 1 állomása van)                                                                     | 760 mm                          | 1,1 km           | 1960-as évek                | július második szombatja                  |                                              |
| 321             | Felsőtárkányi Állami Erdei Vasút      | Felsőtárkány-Stimecz-ház                                                                            | 760 mm                          | 5 km             | ?                           | október második szombatja                 |                                              |
|                 | Gemenci Állami Erdei Vasút            | Pörböly – Gemenci delta - Gemenc-Dunapart – Gemenci delta - Bárányfok                               | 760 mm                          | 32 km            | 1966                        | szeptember harmadik szombatja             |                                              |
|                 | Gödöllői Erdei Vasút                  | Csemete-rét - Arborétum                                                                             | 600 mm                          | 2,0 km           | 2019                        |                                           |                                              |
| 335             | Hortobágy-halastavi Kisvasút          | Hortobágyi Halastó MÁV állomás - Kondás tó                                                          | 760 mm                          | 4,9 km           | 2006                        | június harmadik szombatja                 |                                              |
| 307             | Kaszói Állami Erdei Vasút             | Kaszó – Szenta                                                                                      | 760 mm                          | 8 km             | 1961                        | május harmadik szombatja                  |                                              |
| 319             | Kemencei Erdei Múzeumvasút            | Kemence – Feketevölgy Hamuház- Hajagos                                                              | 600 mm                          | 7, 2 km          | 2000                        | július negyedik szombatja                 |                                              |
| 317             | Királyréti Erdei Vasút                | Királyrét – Kismaros                                                                                | 760 mm                          | 11,55 km         | 1954                        | május első szombatja                      |                                              |
| 330, 331        | Lillafüredi Állami Erdei Vasút        | Miskolc, Dorottya utca – Papírgyár -Lillafüred - Garadna Miskolc, Dorottya utca -Papírgyár - Mahóca | 760 mm                          | 26 km            | 1923                        | május második szombatja                   |                                              |
| 324, 325        | Mátravasút                            | Gyöngyös – Mátrafüred Gyöngyös – Szalajka-ház                                                       | 760 mm (korábban 600)           | 13 km            | 1926                        | június harmadik szombatja                 |                                              |
|                 | Mecseki kisvasút (Pécsi Gyermekvasút) | Állatkert – Vidámpark                                                                               | 760 mm                          | 0,57 km          | 1962                        | augusztus 20.                             | gyermekvasúti üzem                           |
| 311             | Mesztegnyői Állami Erdei Vasút        | Mesztegnyő – Felsőkak                                                                               | 760 mm                          | 8,4 km           | 1959                        | április negyedik szombatja                |                                              |
| 8a              | Nagycenki Széchenyi Múzeumvasút       | Fertőboz – Kastély                                                                                  | 760 mm                          | 3,6 km           | 1972                        | szeptember 21-hez legközelebb eső szombat | gyermekvasúti üzem                           |
| 332             | Pálházi Állami Erdei Vasút            | Pálháza – Rostalló                                                                                  | 760 mm (korábban 700)           | 9,2 km           | 1956                        |                                           | Az egykori hegyközi kisvasút „mellékvonala”  |
| 7               | Széchenyi-hegyi Gyermekvasút          | Budapest: Hűvösvölgy – Széchenyi-hegy                                                               | 760 mm                          | 11,7 km          | 1948                        | április második szombatja                 | gyermekvasúti üzem (korábban: „Úttörővasút”) |
| 323             | Szilvásváradi Erdei Vasút             | Szalajka-Fatelep—Szalajka Fátyolvízesés                                                             | 760 mm (egy része korábban 600) | 3,2 km           | 1967                        | október második szombatja                 |                                              |
| 318             | Szob–Nagybörzsöny erdei vasút         | Szob – Nagybörzsöny                                                                                 | 760 mm (egy része korábban 600) | 20,8 km          | 2002                        | október első szombatja                    |                                              |
| 306             | Vál-völgyi Kisvasút                   | Puskás Akadémia – Alcsúti Arborétum                                                                 | 760 mm                          | 5,7 km           | 2016                        |                                           | [ 1 ]                                        |
| 333             | Zsuzsi Erdei Vasút                    | Debrecen, Fatelep – Hármashegyalja                                                                  | 760 mm (korábban 950)           | 16 km            | 1923                        | április negyedik szombatja                |                                              |

### Tervezett kisvasutak
| A vasút neve    | Útvonal | Nyomtávolság | A hálózat hossza | Személyszállítás elindulása | Kisvasúti nap | Megjegyzés                    |
| --------------- | ------- | ------------ | ---------------- | --------------------------- | ------------- | ----------------------------- |
| Etyeki Kisvasút | Etyek   |              |                  |                             |               | 2016 tavaszán tervezés alatt. |

## Kisvasutak menetrend szerinti személyszállítás nélkül

### Iparvasutak
| A vasút neve                    | Útvonal            | Nyomtávolság | A hálózat hossza | Megjegyzés                                                                                      |
| ------------------------------- | ------------------ | ------------ | ---------------- | ----------------------------------------------------------------------------------------------- |
| Alföldi Kerti Gazdasági Vasutak | Nem ismert         | 600 mm       | 0,35 km          | Ez a kisvasút tulajdonképpen egy magángyüjtemény és múzeum. A látogatást előre kell megbeszélni |
| Fehér-tavi Halgazdasági Vasút   | Szeged-Sándorfalva | 600 mm       | 7,5 km           | [ 2 ]                                                                                           |
| Felsőpetényi Kisvasút           | Felsőpetény – Bánk | 600 mm       | 5 km             | Nem üzemel                                                                                      |
| Tömörkényi Halgazdasági Vasút   | Csanytelek         | 760mm        | 15 km            | Halászati célokra használják                                                                    |

### Szünetelő személyforgalmú kisvasutak
| Menetrendi szám | A vasút neve         | Útvonal                                       | Nyomtávolság | A hálózat hossza | Személyszállítás elindulása   | Kisvasúti nap                | Megjegyzés                                                                                |
| --------------- | -------------------- | --------------------------------------------- | ------------ | ---------------- | ----------------------------- | ---------------------------- | ----------------------------------------------------------------------------------------- |
|                 | Tisza-parti Kisvasút | Tiszakécske                                   | 760 mm       | 1,6 km           | 1971-2008 és 2021-napjainkig. | augusztus 20.                | a forgalom újra indult 2021-ben                                                           |
| 148, 149        | Kecskeméti Kisvasút  | Kecskemét – Kiskőrös, Kecskemét – Kiskunmajsa | 760 mm       | 98 km            |                               | augusztus második szombatja  | A forgalom szünetel, 2009. december 12-én az utolsó vonat elment. 2021 óta Draysinenbahn. |
| 118, 119        | Nyírvidéki Kisvasút  | Nyíregyháza – Balsa, Nyíregyháza – Dombrád    | 760 mm       | 66 km            |                               | szeptember második szombatja | A forgalom szünetel, utolsó vasútüzemi nap: 2009. december 12-én                          |

### Megszűnt kisvasutak
| A vasút neve                      | Útvonal                                | Nyomtávolság | A hálózat hossza | Megjegyzés |
| --------------------------------- | -------------------------------------- | ------------ | ---------------- | --- |
| Alföldi Kisvasút                  | Békés vármegye                         | 760 mm       | 152 km           | A forgalmat 1971-ben megszüntették az utolsónak megmaradt vonalszakaszon is, és 1971–1972 telén felbontották. |
| Csongrád–felgyői Gazdasági Vasút  | Csongrád                               | 600 mm       | 33,1 km          | 1967. március 15-étől megszűnt a személyszállítás, 1968 tavaszára a vágányokat is elbontották                 |
| Dombóvári Gazdasági Vasút         | Dombóvár                               | 760 mm       | 66,2 km          | 1995-ben véglegesen elbontották                                                                               |
| Egri Gazdasági Vasút              | Eger–Szarvaskő                         | 600 mm       | 9,2 km           | 1976-ban megszűnt a forgalom, 1978-ban bontási határozatot hoztak                                             |
| Hegyközi Kisvasút                 | Bodrogköz                              | 760 mm       | 121 km           | 1980 novemberében felszámolva                                                                                 |
| Jánkmajtis–Kölcse Gazdasági Vasút | Jánkmajtis - Kölcse                    | 760 mm       | 18 km            | 1972 januárjában megszüntetve, még abban az évben felbontva                                                   |
| Nagyvisnyói Állami Erdei Vasút    | Nagyvisnyó                             | 600 mm       | 6 km             | az 1960-as évek végén felszámolták                                                                            |
| Ropolyi gazdasági vasút           | Kaposvár–Zselic                        | 720 mm       | 22 km            | 1918 és 1929 között működött                                                                                  |
| Szegedi Kisvasút                  | Szeged–Halasteleki iskola/Pusztamérges | 760 mm       | 77,7 km          | 1927 és 1975 között közlekedett                                                                               |

- Adácsi Gazdasági Vasút
- Arló-Tarnaleleszvölgyi Iparvasút

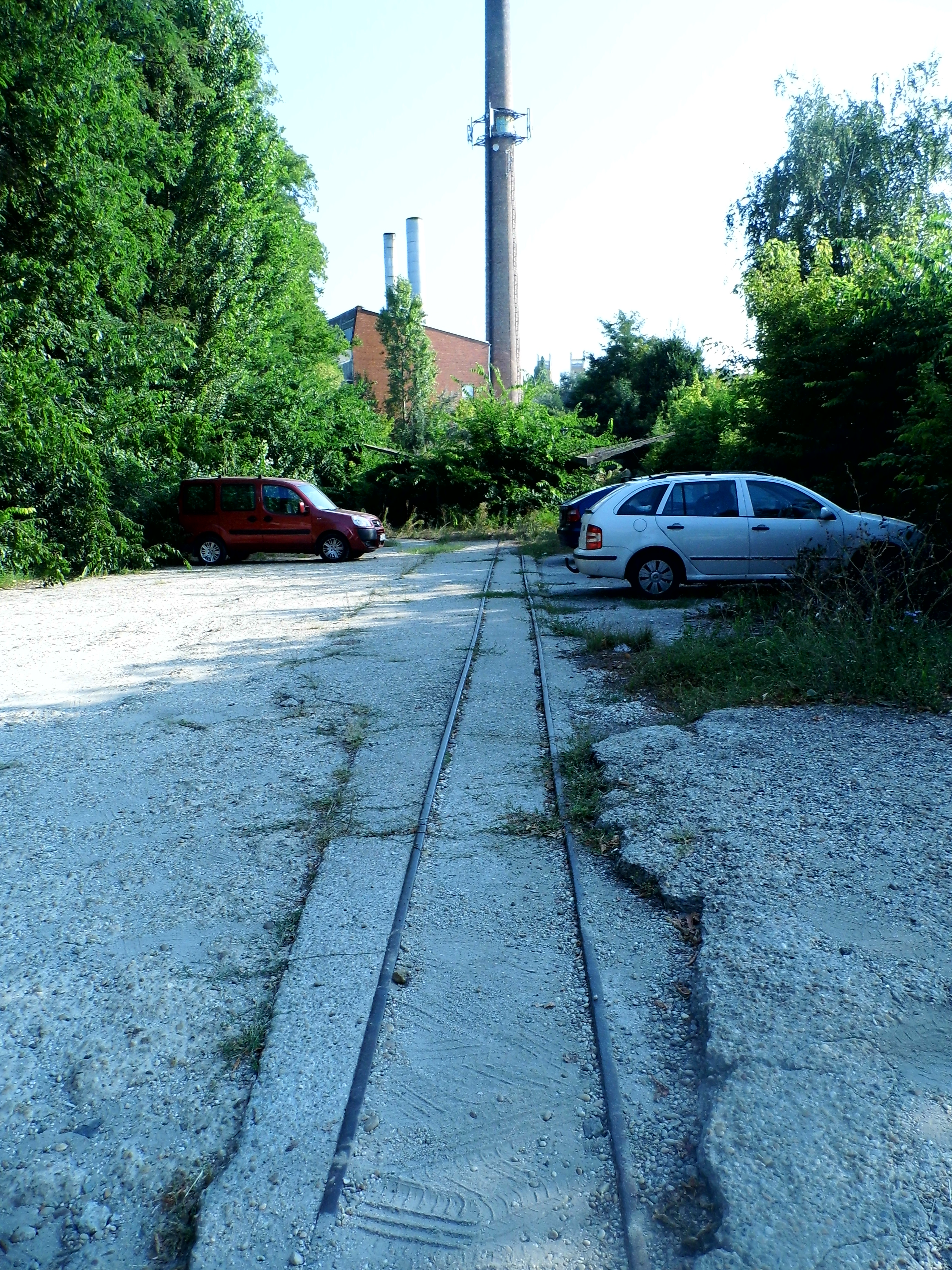
A Fóti Gyermekvasút megmaradt szakasza

- Aszód-Kartal-Magyalospuszta kisvasút
- Bodrogközi Gazdasági Vasút
- Ceglédi Gazdasági Vasút
- Dunaújvárosi Gyermekvasút
- Ercsi Gazdasági Vasút
- Fegyverneki Gazdasági Vasút
- Franciavágási Erdei Vasút
- Fóti Gyermekvasút
- Gyulai Gazdasági Vasút
- Hevesi szőlőtelepi vasút
- Kaposvári Gazdasági Vasút
- Kapuvári Gazdasági Vasút
- Karácsondi Vasút
- Kondorosi Kisvasút[3]
- Lepsényi Gazdasági Vasút
- Mezőhegyesi Gazdasági Vasút
- Oroszlányi Gazdasági Vasút
- Ókígyósi Gazdasági Vasút
- Ózdi iparvasút
- Pilisszentiváni bányavasutak
- Pilisvörösvári dolomitvasút
- Pusztaszentmihályi Közúti Vasút
- Sarkadi Gazdasági Vasút
- Simongáti Állami Erdei Vasút
- Süttői Állami Erdei Vasút
- Szegvári Gazdasági Vasút
- Szigetközi Gazdasági Vasút
- Szigetvári Gazdasági Vasút
- Szolnoki Gyermekvasút
- Veszprémi Gyermekvasút
- Vitézipusztai Erdei Vasút
- Gyula - Póstelek kisvasút